# Nemespátró
Nemespátró község Zala vármegyében, a Nagykanizsai járásban, a Zalai-dombságban, a Zalaapáti-hát területén.

## Fekvése
Nagykanizsa déli vonzáskörzetében fekszik. Országos közúton csak nyugat felől, Surd irányából érhető el, a 6804-es útból kiágazó 68 153-as úton, de a község mégsem számít zsáktelepülésnek, mert az előbbi út a község központját elhagyva, dél felé továbbhalad önkormányzati útként egészen a 6813-as út porrogszentpáli szakaszáig, így abból az irányból is elérhető.

## Története
A falu 1950. március 16-ig Somogy vármegyéhez tartozott. Ekkor a népessége, történelme, hagyományai, kultúrája révén mindig is tősgyökeresen somogyi települést adminisztratív úton, az új megyei és járási közigazgatás kialakítása során Zala megyéhez csatolták, ezzel „kárpótolva” Zalát Balaton-felvidéki hatalmas területeinek Veszprém megyéhez történt átcsatolásáért, ami Rákosi személyes bosszúja volt azért, mert Zalában nem szavaztak rá elegen. Az elsorvasztásra ítélt egykori curialis (=nemesi) falunak 1952-ben az előnevét is elvették, és csak 1991. január 1-jén kapta vissza; a pártállami időszakban (ahogy olykor a régebbi korokban is) egyszerűen Pátró volt a község hivatalos neve, és noha a helybeliek a 70-es, 80-as években többször is kezdeményezték a település teljes nevének visszaállítását, kérésük a rendszerváltásig minden alkalommal elutasításra talált.

## Közélete

### Polgármesterei
- 1990–1994: Dömötörfy Jenő (FKgP)[6]
- 1994–1998: Dömötörfy Jenő (FKgP)[7]
- 1998–2002: Dömötörfy Jenő (FKgP)[8]
- 2002–2006: Gilicze Sándor (független)[9]
- 2006–2010: Gilicze Sándor (független)[10]
- 2010–2013: Gilicze Sándor (független)[11]
- 2013–2014: Dezső Tiborné (független)[12]
- 2014–2019: Gilicze Sándor (független)[13]
- 2019–2024: Győrfy Balázs (független)[14]
- 2024– : Győrfy Balázs (független)[1]

A településen 2013. szeptember 22-én időközi polgármester-választást (és képviselő-testületi választást) tartottak, az előző képviselő-testület önfeloszlatása miatt. A választáson a hivatalban lévő polgármester nem indult el.

## Népesség
A település népességének változása:
| Lakosok száma | 286  | 283  | 274  | 233  | 252  | 245  | 241  |
|               | 2013 | 2014 | 2015 | 2021 | 2022 | 2023 | 2024 |

A 2011-es népszámlálás idején a nemzetiségi megoszlás a következő volt: magyar 93%, cigány 6,9%. A lakosok 26,9%-a római katolikusnak, 62,2% evangélikusnak, 3,5% felekezeten kívülinek vallotta magát, 7% nem nyilatkozott.
2022-ben a lakosság 89,3%-a vallotta magát magyarnak, 1,2% egyéb, nem hazai nemzetiségűnek (10,7% nem nyilatkozott; a kettős identitások miatt a végösszeg nagyobb lehet 100%-nál). Vallásuk szerint 40,9% volt evangélikus, 25,4% római katolikus, 0,4% református, 6,3% felekezeten kívüli (27% nem válaszolt).

## A médiában
1986 őszén Rockenbauer Pál és stábja az …és még egymillió lépés című országjáró filmsorozat 9. részének forgatása során hosszabb riportot készített Pátrón Szakáll Miklósnéval és családjával, akik a kamera előtt beszélnek a falu múltjáról, jelenéről, bemutatják a jellegzetes pátrói (helyi dialektusban: „pátri”) népviseletet, és szép somogyi népdalokat énekelnek.